# Suragina metatarsalis
Suragina metatarsalis är en tvåvingeart som först beskrevs av Enrico Adelelmo Brunetti 1909. Suragina metatarsalis ingår i släktet Suragina och familjen bäckflugor.
Artens utbredningsområde är Myanmar. Inga underarter finns listade i Catalogue of Life.